# Stade Salah-Takdjerad
Le stade Salah-Takdjerad est un stade de football de la ville de Bordj Menaïel, en Algérie. C'est le stade historique de la JSM Bordj Menaiel.

## Histoire
Construit dans les années 1920 ou 1930 en bordure sud-est du village, il était composé de deux tribunes qui se font face. La plus ancienne, la tribune d'honneur couverte a été détruite en 2003, fragilisée par le séisme de Boumerdès, portant sa capacité de près de 2 000 à seulement 1 000 places.
La JSBM y a évolué durant 13 saison consécutives en première division entre 1983 et 1996.